# Tersilochus spiracularis
Tersilochus spiracularis là một loài tò vò trong họ Ichneumonidae.